# 佐賀市立日新小学校
佐賀市立日新小学校（さがしりつ にっしんしょうがっこう）は佐賀県佐賀市長瀬町にある公立小学校。

## 概要
歴史
1874年（明治7年）に「日新小学校」として創立。数回の改組・改称を経て、現校名になったのは1947年（昭和22年）。2024年（令和6年）には創立150周年を迎えた。
校名の由来
四書『大学』の「苟日新日日新又日新」（まことに日に新たに、日に日に新たに、また日に新たにせん）から。
校章
中央に校名の頭文字である「日」の文字を配している。
校歌
1969年（昭和44年）制定。歌詞は3番まであり、歌詞の最後に校名の「日新」が登場する。
通学区域
佐賀市のうち、「長瀬町、道祖元町、伊勢町、与賀町（18・25～27・29～39・45～50・56～65・70～76・130・131・143～153・1330・1331・1333～1359・1364～1371・1375・1376番地・4番13～28号）、川原町（1番1～4号、1番42～49号を除く）、末広一丁目、末広二丁目（1番・2番・3番1～5号、3番20～22号、3番24～34号、4番1～9号、4番32～50号、5番、6番、7番1～12号、8番、13番26～45号、14番1～20号、15番）、多布施三丁目、西田代一～二丁目、昭栄町、中折町（8番1～6号、9番25～28号、9番31～40号を除く）、新生町（4・5番を除く）、六座町、西魚町、下田町、八戸一～二丁目、西田代町」。中学校区は佐賀市立昭栄中学校。
校地
敷地内に築地反射炉跡碑がある。

## 沿革
- 1874年（明治7年）- 佐賀郡六座町に「日新小学校」が、伊勢屋町に「博文小学校」が創立。
- 1877年（明治10年）- 博文小学校を廃止・統合。
- 1886年（明治19年）- 小学校令施行により、「高等科併置 尋常日新小学校」（尋常科4年・高等科4年）に改称。尋常科の4年制が義務教育となる。
- 1889年（明治22年）- 市制の施行により、佐賀市が発足。
- 1890年（明治23年）- 今津分校が相応小学校との統合により、尋常西与賀小学校として分離・独立。
- 1891年（明治24年）- 3校（明倫・循誘・日新）の高等科が分離・統合の上、「高等成章小学校」として独立。これにより「尋常日新小学校」となる。
- 1892年（明治25年）4月 - 「日新尋常小学校」に改称。
- 1908年（明治41年）4月 - 改正小学校令により、尋常科（義務教育）が6年制となる。尋常科5年を新設。
- 1909年（明治42年）4月 - 尋常科6年を新設。
- 1912年（明治45年）- 現在地（長瀬町）に移転[3]。
- 1926年（大正15年）- 25mプールが完成。
- 1936年（昭和11年）- 相撲場が完成。
- 1941年（昭和16年）4月1日 - 国民学校令施行により、「佐賀市日新国民学校」に改称。尋常科を初等科に改める。
- 1947年（昭和22年）4月1日 - 学制改革が行われ、日新国民学校の初等科は、新制小学校「佐賀市立日新小学校」（現校名）に改組・改称。
- 1953年（昭和28年）
  - 4月 - 佐賀市立昭栄中学校の開校式が日新小学校において行われる。
  - この年 - 希望登録制の給食を開始。
- 1962年（昭和37年）- 相撲場を移転。
- 1964年（昭和39年）- 給食室を新築。
- 1965年（昭和40年）- 少年の像が完成。
- 1966年（昭和41年）- 新プールが完成。
- 1968年（昭和43年）- 体育館が完成。
- 1969年（昭和44年）- 校旗と校歌を制定。
- 1973年（昭和48年）4月 - 佐賀市立新栄小学校を新設分離。
- 1974年（昭和49年）- 創立100周年記念式典を挙行。
- 1976年（昭和51年）- カノン砲を復元（築地反射炉を参照）。
- 1991年（平成3年）- 新校舎が完成。
- 1997年（平成9年）- 新体育館が完成。

## 著名な出身者
- 佐賀ノ花勝巳（相撲力士）[3]

## 交通
最寄りの鉄道駅
- JR九州 長崎本線 「鍋島駅」・「佐賀駅」

最寄りのバス停留所
- 佐賀市営バス 「長瀬町」停留所

最寄りの幹線道路
- 国道207号 「長瀬町」交差点

## 周辺
- 佐賀市立昭栄中学校
- 白鳩幼稚園
- 日新こども園
- 中折下自治公民館
- 泰教寺
- 天祐寺

## 参考資料
- 「佐賀市史 第3巻 (近代編 明治期) (PDF) 」（1978年（昭和53年）9月30日, 佐賀市）p.139～p.205 二.明治前期の教育 - 佐賀市ウェブサイト
- 「佐賀市史 第3巻 (近代編 明治期) (PDF) 」（1978年（昭和53年）9月30日, 佐賀市）p.744～p.772 十.明治後期の教育と文化 - 佐賀市ウェブサイト

## 関連事項
- 佐賀県小学校一覧